# エヴプラクシヤ・リャザンスカヤ
エヴプラクシヤ・リャザンスカヤ（リャザンのエヴプラクシヤ）（ロシア語: Евпраксия Рязанская、? - 1237年）は、『バトゥのリャザン襲撃の物語』に名がみられる、リャザン公子フョードルの妻である。また別の史料からも、ビザンツ帝国皇女とされることがある。
『バトゥのリャザン襲撃の物語』によると、1237年、ルーシの地に襲来したモンゴル帝国軍の総司令官バトゥはリャザン公国に貢税を要求した。折衝の使者にはエヴプラクシヤの夫フョードルが選ばれたが、バトゥはエヴプラクシヤの美貌を知ると、エヴプラクシヤを連れてくるよう迫った。夫フョードルはこれを拒み、バトゥの陣営で殺害された。夫の死を知ったエヴプラクシヤは、幼い息子イヴァンを抱き、塔の上から身を投げて自害した。モンゴル帝国軍がリャザンを去った後、エヴプラクシャ、イヴァン、フョードルは共に、フョードルの領地に葬られた。エヴプラクシヤと息子イヴァン、夫フョードルはみなロシア正教会における、致命女・致命者とみなされた。
『バトゥのリャザン襲撃の物語』、『ニコラ・ザラスキーの物語』は、エヴプラクシヤをビザンツ皇室の出身者と記している。しかし、1204年から1261年にかけてビザンツ帝国は断絶している。また、ビザンツ帝国の亡命政権・ニカイア帝国皇帝テオドロス1世（在位1205年 - 1221年）にエヴプラクシヤという名の娘がいた記録、ニカイア帝国皇室とリャザン公国の公子の結婚に関する記録は共にない。研究者は、『ニコラ・ザラスキーの物語』を、神話的要素に満ちた、文学的性質を帯びた作品とみなしている。また、『バトゥのリャザン襲撃の物語』は、エヴプラクシヤが投身し、地面に激しく「身を打ち付けた」ことを「заразилась（заразить）」という単語で描写している。「заразить / ザラジチ」は、中世には殺す、打ち殺すの意であり、現ロシアの市「Зарайск / ザライスク」の名称の由来を、エヴプラクシヤの説話に結び付ける説がある。